# Nicolas de Nauen
Pour les articles homonymes, voir Nauen (homonymie).
Nicolas de Nauen (en allemand : Nikolaus von Nauen , en letton : Nikolajs fon Nauens) ou Nicolas de Magdebourg, mort en 1253 à Riga en Livonie, membre de l'ordre des Prémontrés, est le quatrième évêque de Riga de 1229 jusqu'à sa mort.

## Biographie
Nicolas de Nauen est probablement le fils de l'écoutète (Schultheiss) de Magdebourg, Henri de Nauen. Il entre en 1225 dans l'ordre des Prémontrés à l'abbaye Notre-Dame de Magdebourg, puis part pour la Livonie.
Après la mort d'Albert de Buxhoeveden en 1229, il devient évêque de Riga, choisi par le chapitre de chanoines des Prémontrés attaché à la cathédrale Saint-Jacques. L’écolâtre Albert Suerbeer s'oppose à lui en tant que candidat nommé par l'archevêque Gérard II de Brême, mais finalement en 1231 le pape Grégoire IX confirme le choix de Nicolas de Nauen.
Il fait la guerre aux Coures et aux Sémigalles et agrandit le territoire de l’archevêché de Riga. Il vend un terrain aux Dominicains pour la construction de l'église Saint-Jean de Riga et fait venir également les Franciscains en étant missionnaires. Après la défaite des chevaliers Porte-Glaive à la bataille du Soleil en 1236, il signe une pétition en faveur de l'union avec l'ordre Teutonique, ce qui renforce sa position.
Il baptise en 1248 le prince lituanien Tautwil de Polotsk qui s'était rebellé contre son seigneur féodal le grand-duc Mindaugas. Le diocèse de Sémigalle est réuni à celui de Riga en 1251. Son successeur Albert Suerbeer, désigné archevêque de Prusse, de Livonie et d'Estonie par le pape Innocent IV au concile de Lyon en 1245, ne pourrait pas prendre ses fonctions avant que Nicolas de Nauen meurt vers la fin de l'année 1253.

## Source
- (de) Cet article est partiellement ou en totalité issu de l’article de Wikipédia en allemand intitulé « Nikolaus von Nauen » (voir la liste des auteurs).